# 村上速水
村上 速水（むらかみ としみ／そくすい、1919年1月20日 - 2000年3月14日）は、日本の仏教学者。浄土真宗の僧。
岡山県出身。龍谷大学真宗学科卒。1947年永照寺に入寺、住職。1952年龍谷大学助手、助教授、65年教授。87年定年、名誉教授。

## 著書
- 『人生の考え方』百華苑 1960
- 『正信偈讃仰』永田文昌堂 1963
- 『親鸞教義の研究』永田文昌堂 1968
- 『親鸞読本 その人間像の追求』百華苑 1968
- 『真宗』中央仏教学院通信教育部 1978
- 『親鸞教義の誤解と理解』永田文昌堂 1984
- 『正信念仏偈讃述』永田文昌堂 1985
- 『親鸞教義とその背景』永田文昌堂 1987
- 『病いに生かされて 親鸞を慕う人生』樹心社 1987
- 『続・親鸞教義の研究』永田文昌堂 1989
- 『蕗の薹 こころの巻頭言集』本願寺出版社 1992
- 『教行信証を学ぶ 親鸞教義の基本構造』永田文昌堂 1996

### 共著
- 『講座親鸞の思想 8 親鸞思想の集約と展開』共著 教育新潮社 1978
- 『親鸞聖人のことば わかりやすい名言名句』内藤知康共著 法蔵館 1989

### 記念論文集
- 『親鸞教学論叢 村上速水先生喜寿記念』永田文昌堂 1997

## 論文
- Cinii